# Associazione Sportiva Pescara 1971-1972
Questa voce raccoglie le informazioni riguardanti l'Associazione Sportiva Pescara nelle competizioni ufficiali della stagione 1971-1972.

## Rosa
| N. |                   | Ruolo | Calciatore           |
| -- | ----------------- | ----- | -------------------- |
|    | Italia (bandiera) | A     | Attilio Arditi       |
|    | Italia (bandiera) | C     | Giorgio Bonfanti     |
|    | Italia (bandiera) | D     | Rino Ceccardi        |
|    | Italia (bandiera) | A     | Ezio Cialini         |
|    | Italia (bandiera) | D     | Francesco Ciampoli   |
|    | Italia (bandiera) | A     | Loris De Carolis     |
|    | Italia (bandiera) | A     | Gianfranco De Marchi |
|    | Italia (bandiera) |       | Galli                |
|    | Italia (bandiera) | C     | Valerio Majo         |
|    | Italia (bandiera) | C     | Luigi Marcolongo     |

| N. |                   | Ruolo | Calciatore            |
| -- | ----------------- | ----- | --------------------- |
|    | Italia (bandiera) | C     | Michele Moro          |
|    | Italia (bandiera) | A     | Francesco Paglialunga |
|    | Italia (bandiera) | D     | Giovanni Piccinini    |
|    | Italia (bandiera) | C     | Edmondo Prosperi      |
|    | Italia (bandiera) |       | Rigo                  |
|    | Italia (bandiera) |       | Romoli                |
|    | Italia (bandiera) | D     | Ampelio Simeoni       |
|    | Italia (bandiera) | P     | Moriano Tampucci      |
|    | Italia (bandiera) | P     | Giuseppe Ventura      |